# Donna Karan

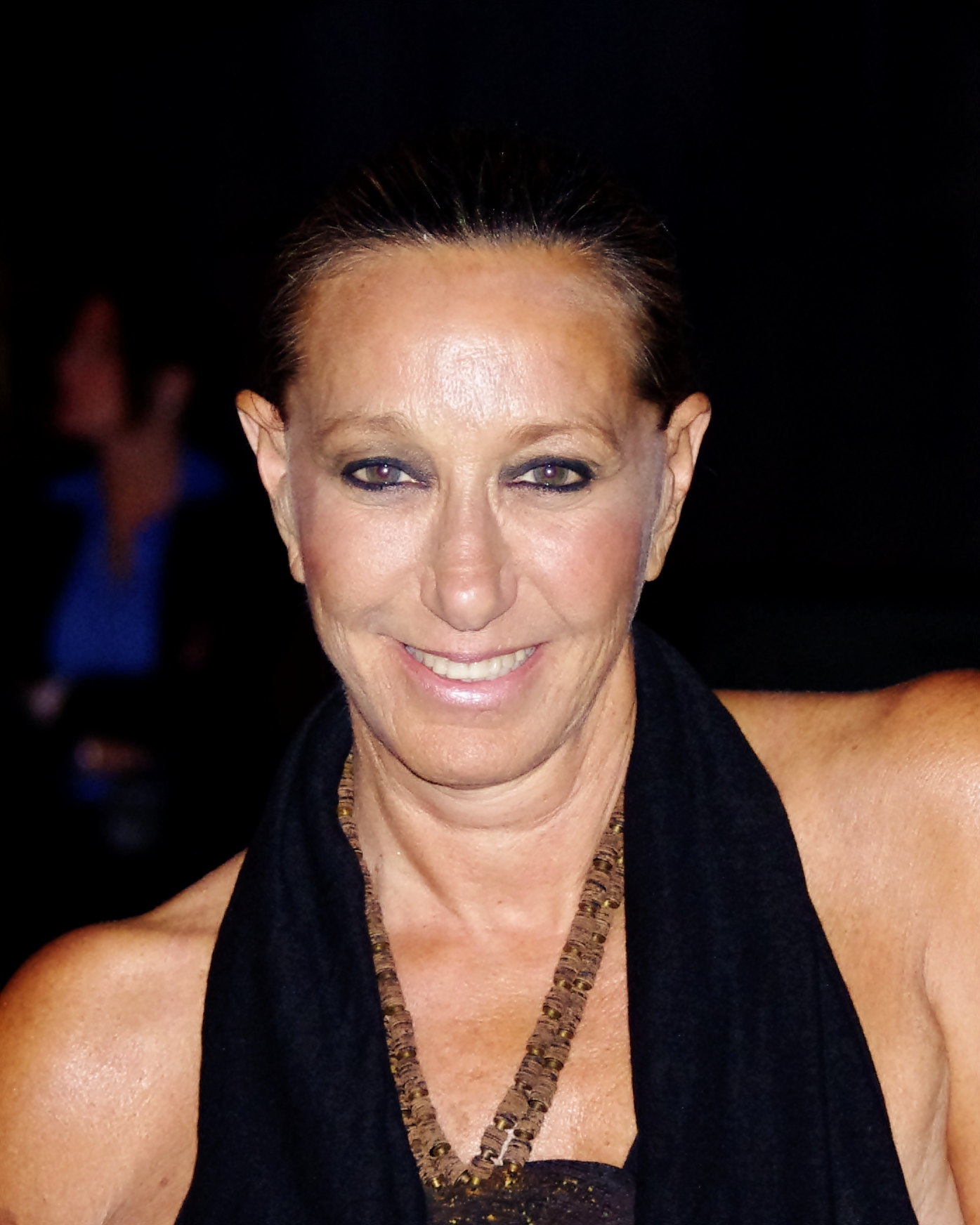
Donna Karan, 2012

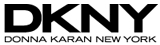
DKNY Logo, 2009

Donna Karan (* 2. Oktober 1948 in Forest Hills als Donna Ivy Faske) ist eine US-amerikanische Modedesignerin, Unternehmerin und Vertreterin des American Look.
Karan stand dem von ihr 1985 in New York gegründeten Modeunternehmen Donna Karan International (DKI) bis zu dessen Verkauf 1997 als CEO vor und blieb Chefdesignerin bis zu ihrem Rückzug aus dem Unternehmen Mitte 2015. Seit 2016 gehört DKI zur US-amerikanischen G-III Apparel Group. Die Modefachzeitschrift WWD würdigte Karan 2015 als „eine der wichtigsten Designerinnen und Designer in der Geschichte der amerikanischen Mode“.

## Werdegang

### Ausbildung und Designerlaufbahn
Donna Karan wurde als Donna Ivy Faske in eine in der Modebranche tätige Familie hineingeboren und wuchs in Woodmere, Long Island auf. Der Vater, Gabby Faske, war Maßschneider und handelte mit Kurzwaren, die Mutter, Helen, arbeitete als Showroom-Model. Ihre Familie ist jüdischer Herkunft. Im Alter von 14 Jahren brach sie die Schule ab und begann in einer Boutique im New Yorker Vorort Cedarhurst zu arbeiten. Dort konnte Karan wichtige Kontakte knüpfen und bekam so die Zusage für eine Ausbildung an der Parsons School of Design in Manhattan. Diese schloss sie aber nicht ab, sondern avancierte nach einem Sommer-Aushilfsjob beim Damenmode-Label Anne Klein zum „Assistant Designer“. 1971 wurde sie „Associate Designer“. 1982 erschuf sie die Zweitlinie Anne Klein II. Karan blieb bis 1984 in dem Unternehmen, wo sie nach dem Tod der Firmengründerin Anne Klein im Jahr 1974 zusammen mit ihrem Kollegen Louis Dell’Olio die Leitung übernommen hatte.
Ihren ersten Ehemann, Mark Karan, heiratete sie 1970 und bekam mit ihm 1974 die Tochter Gabrielle.

### Vom Unternehmen zum Konzern
Nach ihrer Scheidung im Jahr 1978 heiratete Karan 1982 den Bildhauer Stephan Weiss, den sie bereits 1965 kennengelernt hatte. Weiss wurde Karans engster Vertrauter, Berater und Muse. Mit ihm zusammen und dem japanischen Eigentümer von Anne Klein, Takiyho, Inc., machte sie sich 1984 selbstständig und gründete 1985 das Modelabel Donna Karan New York. Die erste Kollektion, inklusive Accessoires und Schmuck, unter ihrem Namen stellte sie im selben Jahr vor und wurde daraufhin vom Council of Fashion Designers of America zur „Designerin des Jahres“ gewählt. Karans Mode war, beeinflusst von Anne Klein und Claire McCardell, ein typischer Vertreter der Sportswear, auch „American Look“ genannt: sie trug ihre Entwürfe selbst, sie waren für verschiedene Körpergrößen und -formen geeignet, alle Teile der Kollektionen waren miteinander kombinierbar und eigneten sich als Alltags- und Business-Outfit. Ihre „Seven Easy Pieces“ (dt. sieben lässige Teile), die ein Baukasten-System für den Übergang von Tages- zu Abendgarderobe bildeten, umfassten damals einen Body, eine Bluse, ein Blazer, einen Mantel, einen Rock, eine Hose und „something fancy“ (dt. etwas Schickes). Damit machte sie den Body aus elastischem Trikotstoff zu einem Trend der Alltagsgarderobe in den 1980er Jahren. Karans bevorzugte Mode-Farbe war schwarz, welche sie allerdings immer wieder mit bunten Farben akzentuierte. Um ihre Mode für die Trägerin bequem zu gestalten, griff sie gerne auf das Material Elastan zurück. In einer Zeit, in der karrierebewusste Frauen auf Herren-Businesskleidung in kleinen Größen zurückgreifen mussten, bediente Karans Modekollektion das entsprechende Interesse ihrer Kundinnen.

### Expansion
1989 stellte Karan nach dem Erfolg ihrer Hauptlinie das weniger hochpreisige Label DKNY (Akronym für: Donna Karan New York) als Brückenlinie vor, welches jüngere Kundinnen als Zielgruppe hatte. Hier soll ihre Tochter Gabby als Inspiration gedient haben, für deren Alltag in der eleganten Donna Karan New York Kollektion wenig Passendes zu finden war. Als Designerin der Brückenlinie wurde Jane Chung engagiert. Für den europäischen Markt wurde DKNY infolge als echte Zweitlinie positioniert. Gleichzeitig startete Karan die Brillenkollektion Donna Karan Eyewear. 1990 wurde die DKNY-Linie durch DKNY JEANS, eine denimbasierte Streetwear-Kollektion im unteren Preissegment, komplementiert. Im Laufe der Zeit gab es zudem als Lizenzvergaben noch die Nebenlinien DKNY Active (Sportmode), DKNY Underwear (Unterwäsche), DKNY Kids (Kindermode) und DKNY JEANS Juniors (Jugendmode), welche später zum Teil jedoch eingestellt wurden. Anfang der 2010er Jahre wurde die modischere DKNYC-Unterkollektion zum Sortiment hinzugefügt und 2016 ebenso eingestellt.
Karans Firma Donna Karan Beauty, für welche 1997 die Lizenzen von Estée Lauder aufgekauft werden sollten, brachte 1992 das Parfüm Donna Karan New York heraus, für dessen Kreation, inklusive der Gestaltung des Flakons, ihr Mann Stephan Weiss verantwortlich war, der den Geschäftsbereich Kosmetik des Unternehmens leitete und gleichzeitig neben Karan als Co-CEO fungierte. In den folgenden Jahren wurden zahlreiche Düfte, auch für Herren, lanciert, von denen einige später jedoch wieder eingestellt bzw. erst 2008 wieder neu auf den Markt gebracht wurden.
1992 lancierte Karan auch Donna Karan New York Menswear (Herrenmode), Donna Karan Shoes (Schuhe) und Donna Karan Intimates (Dessous). Sie wurde im gleichen Jahr vom CFDA zur „Herrenmodedesignerin des Jahres“ gewählt.
1993 startete die Herren-Brückenkollektion DKNY Men’s sowie Kinderbekleidung unter DKNY Kids und im folgenden Jahr wurde der erste DKNY-Flagship-Store der Welt sowie 1996 die erste Collection-Boutique in London eröffnet. Karan präsentierte zudem Donna Karan Essentials, neu aufgelegte Basis-Klassiker bzw. Bestseller aus vorherigen Kollektionen. 1995 entwarf Karan die Kostüme für Martha Grahams Choreographie Snow on the Mesa. Ihr Mann Stephan zog sich aus der Modebranche zurück, um sich der Bildhauerei zu widmen. Er war zu diesem Zeitpunkt bereits an Lungenkrebs erkrankt. 1996 wurden die Produktlinien Signature Donna Karan New York (Prêt-à-porter-Linie für Damen und Herren), D by DKNY (hochpreisigere Variante der DKNY-Damenlinie), Donna Karan Home Accessories (später: Donna Karan Home Collection) auf den Markt gebracht. Das Unternehmen ging im selben Jahr als Donna Karan International, Inc. (DKI) an die Börse, was aber nicht den gewünschten Erfolg brachte. 1997 zog sich auch Donna Karan aus dem operativen Geschäft zurück, blieb aber im Vorstand und betreute weiter als Designerin die Kollektionen. 2000 kam die DKNY JEANS Juniors Kollektion für Jugendliche zum Portfolio hinzu.

### LVMH

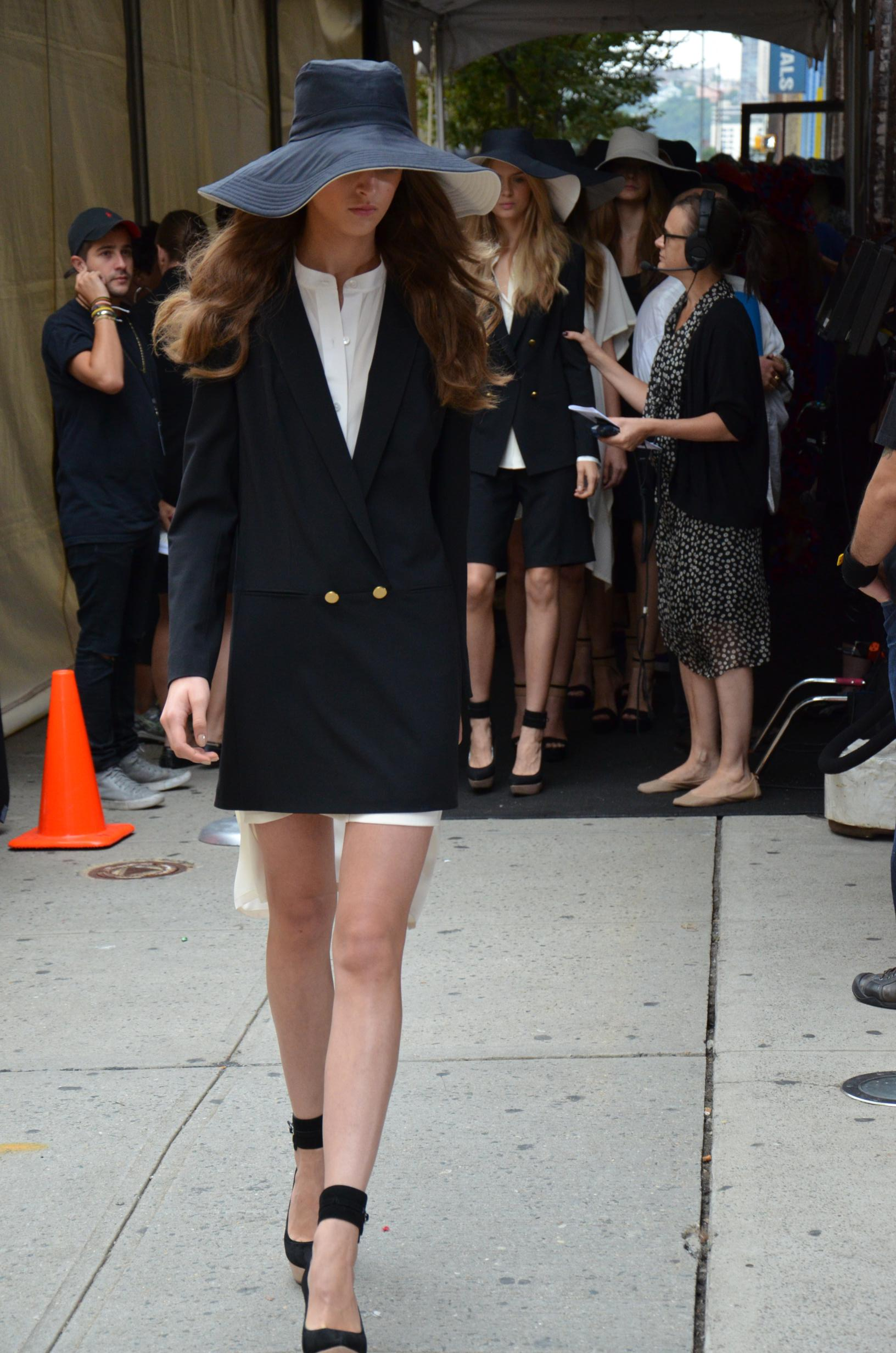
DKNY-Kollektion, Frühjahr 2012

2001 verkaufte Karan ihr Unternehmen an den Luxuskonzern LVMH für insgesamt 643 Mio. Dollar, von denen etwa 450 Millionen an Karan und Weiss gingen, stimmte jedoch gleichzeitig zu, weiterhin als Designerin der Marke zu fungieren. Ihr Mann erlag im selben Jahr seiner Erkrankung und Donna Karan zog sich eine Weile zurück. Aus dem ehemaligen Atelier von Stephan Weiss in Manhattan machte Karan nach seinem Tod einen Showroom und gründete dort 2007 ihre Urban Zen Foundation Initiative, eine Stiftung, welche sich unter anderem karitativ für Yoga bei Krebserkrankungen engagiert. Seither designte Karan die Kollektionen nicht mehr selbst, sondern stand als Supervisorin einem Team von Designern vor und sorgte dafür, dass die Mode den typischen „Donna-Karan“-Stil erhielt. Am Ende der Donna Karan- und DKNY-Modenschauen erschien sie bis Februar 2015 zum Schlussapplaus auf dem Laufsteg.
LVMH hatte nach der Übernahme die hochpreisigen Herren-Kollektionen (Collection und Signature) eingestellt. Pläne, die gehobene Herrenmode, neben DKNY Men und DKNY JEANS for men, wieder aufzunehmen, wurden später nicht verwirklicht. Auch die Signature-Damenlinie wurde nicht fortgeführt. 2005 eröffnete der firmeneigene Onlineshop. Anfang der 2010er Jahre machte der Umsatz mit der DKNY-Linie 80 % des Gesamtumsatzes aus. Mitte 2014 wurde der langjährige, Tausend Quadratmeter große Flagship-Store des Unternehmens auf der New Yorker Madison Avenue geschlossen. Im April 2015 wurde Jane Chung nach 26 Jahren als Chefdesignerin von DKNY durch die Gründer des New Yorker Herrenmodelabels Public School, Dao-Yi Chow und Maxwell Osborne, abgelöst.
Ende Juni 2015 verkündete LVMH, dass Donna Karan ihre Position als Chefdesignerin nach 31 Jahren aufgebe, um sich auf ihre Stiftung zu konzentrieren. Karan bleibe dem Unternehmen über einen langjährigen Berater-Vertrag verbunden. Das Unternehmen wolle sich fortan auf die DKNY-Linien sowie das Lizenzgeschäft konzentrieren und demzufolge die Damen-Hauptkollektion Donna Karan Collection einstellen. Karan selbst veröffentlichte folgende Stellungnahme:

„LVMH and I have made this decision after much soul-searching. I have arrived at a point in my life where I need to spend more time to pursue my Urban Zen commitment to its fullest potential and follow my vision of philanthropy and commerce.“

„LVMH und ich haben diese Entscheidung nach reiflicher Überlegung getroffen. Ich bin an einem Punkt in meinem Leben angelangt, an dem ich mehr Zeit aufwenden muss, um mein Urban-Zen-Engagement in vollem Umfang zu verfolgen und meiner Vision von Philanthropie und Unternehmertum zu folgen.“

Im April 2016 ließ LVHM verlauten, dass die Unterlinien DKNYC und DKNY JEANS eingestellt werden. Ende Juli 2016 verkündete LVMH den Verkauf von Donna Karan International (DKI) an den New Yorker Bekleidungshersteller G-III Apparel Group, Ltd. für 650 Millionen Dollar zum Ende des Jahres 2016. Zu G-III Apparel gehören unter anderem auch die Marken Vilebrequin und Sonia Rykiel.

### G-III Apparel Group
Anfang Dezember 2016 verließen die Designer Chow und Osborne sowie die Geschäftsführerin seit Januar 2015, Caroline Brown, das Unternehmen DKI.

## Kollektionen
Aktuelle Kollektionen:

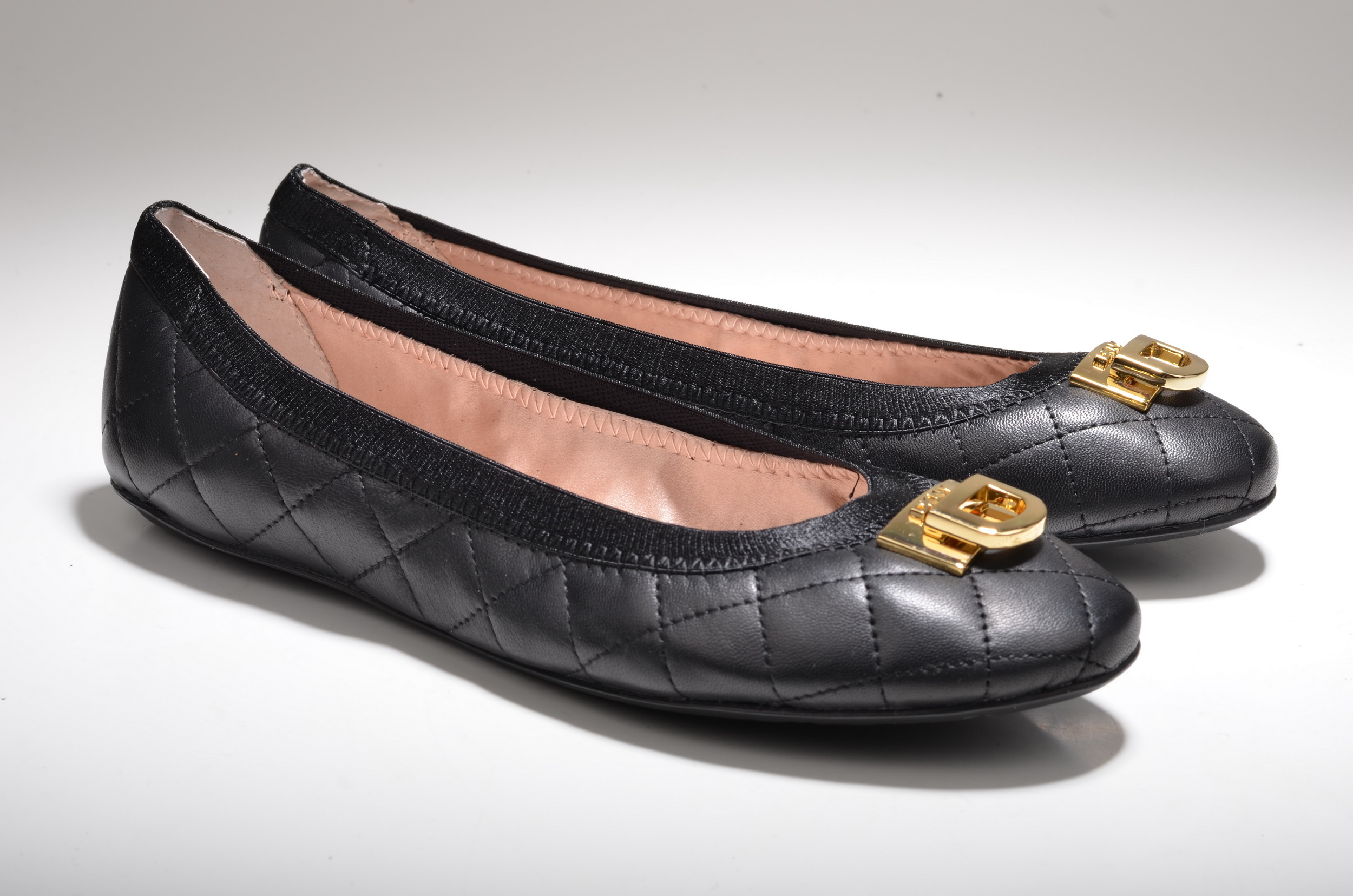
In Lizenz produzierte DKNY-Ballerinas, 2014

- DKNY – einstige Brückenkollektion für Damen (seit 1989) sowie Herren (seit 1993) und seit Karans Rückzug 2015 Hauptkollektion des Unternehmens; außerdem Underwear (seit 1999) und DKNY Kids (seit 1993) im Mittelpreissegment
- Donna Karan Home Collection – Bettwäsche, Handtücher, Kissen, Dekoschals etc. (seit 2001)

Ehemalige Kollektionen:
- Donna Karan New York (Collection) – Black Label, Couture-Mode für Damen (von 1985 bis 2015) und Herren (von 1992 bis 2002) im obersten Preissegment
- Donna Karan New York Essentials – neu aufgelegte Klassiker aus vergangenen Kollektionen für Damen (von 1993 bis 1996)
- Donna Karan New York Signature – Gold Label, Nachfolgekollektion der Essentials-Linie, hochpreisige Luxus-Mode für Damen und Herren (von 1996 bis 2004)
- eingestellte Unterkollektionen der DKNY-Linie: DKNYC, D by DKNY, DKNY Active
- DKNY JEANS – Denim-basierte Kollektion für Damen und Herren im oberen Niedrigpreissegment (1990–2016) inklusive DKNY JEANS Juniors (seit 2000)

Daneben bestehen Accessoires- und Schuh-Kollektionen für die DKNY-Hauptkollektion. Die Tatsache, dass für den amerikanischen Markt von 1997 bis 2012 Liz Claiborne die Lizenz an DKNY JEANS und DKNY Menswear hielt und für Europa und Asien ab 2002 der italienische Modehersteller SINV und danach verschiedene andere Modeproduzenten, resultierte regional in qualitativen und stilistischen Unterschieden der jeweiligen Marken.

## Boutiquen
1999 hatte es weltweit 15 Donna Karan Collection-Ladengeschäfte und 41 DKNY-Boutiquen gegeben. Im Juli 2006 existierten weltweit 16 DonnaKaran New York-Stores und 47 DKNY-Stores. Dazu kamen weltweit noch zahlreiche DKNY JEANS-Geschäfte sowie firmeneigene Outlet-Stores. Anfang der 2010er existierten in den USA noch drei Donna Karan Collection-Boutiquen und fünf DKNY-Geschäfte sowie 54 DKNY-Outlets (Donna Karan Company Store). Mit der Aufgabe der Hauptlinie 2015 wurden sukzessive alle verbleibenden Collection-Geschäfte, wie etwa in Manhattan (August 2014) und in London, geschlossen. Neben zahlreichen Outlets existierten Mitte 2016 in den USA DKNY-Ladengeschäfte lediglich in Las Vegas und Manhattan. Weltweit gab es 2016 DKNY-Geschäfte bspw. in London, Manchester, Singapur, Bangkok und auf den Philippinen.

## Auszeichnungen
- 1977, 1981, 1985: Coty American Fashion Critics Award
- 1984: Aufnahme in die Coty Award Hall of Fame
- 1985, 1986, 1987: Council of Fashion Designers of America (Special Awards)
- 1987: Abschluss ehrenhalber, Bachelor of Fine Arts, Parsons School of Design
- 1988: Fashion Footwear Association of New York Award
- 1990: Council of Fashion Designers of America (Damenmode)
- 1992: Woolmark Award
- 1992: Council of Fashion Designers of America (Herrenmode)
- 2004: Council of Fashion Designers of America (Lebenswerk)
- 2004: Ehrendoktor, Parsons School of Design

## Veröffentlichungen
- Donna Karan, New York. Schirmer/Mosel-Verlag, München / Paris / London 1998, ISBN 3-88814-643-7.